# Isla de Muharraq
La isla Muharraq (en árabe جزيرة المحرق ) es por extensión la tercera mayor isla Baréin tras la Isla de Baréin y la de Hawar. 
En su territorio se encuentran los siguientes centros urbanos:
- Al Muharraq
- Al Dair
- Arad
- Busaiteen
- Hidd

El Aeropuerto Internacional de Baréin se encuentra asimismo en la isla.

## Comunicaciones
Hay tres viaductos que conectan la isla con la isla de Baréin:
- El puente Shaikh Hamad, desde la ciudad hasta el Área diplomática de Manama.
- La calzada Shaikh Isa bin Salman, que también comunica con el sector diplomático.
- El puente Shaikh Khalifa, que lleva de Hidd a Juffair.

- Datos: Q1344111
- Multimedia: Muharraq Island / Q1344111